# 장새납
장새납(영어: Jangsaenap)은 조선민주주의인민공화국의 악기로서 1970년대에 새납(대한민국의 태평소)을 개량 발전시킨 악기이다. 종래의 새납보다 길이가 길어진 형태적 특징으로 인하여 '장새납'이라고 부르게 되었다. 장새납은 음량이 크고 표현력이 풍부해 독주 악기로 널리 이용될 뿐 아니라 배합관현악을 비롯한 여러 가지 기악 합주에도 참여하여 선율을 담당하는 주도적 악기, 관현악의 독특한 민족적 색채를 표현하는 데 있어 중요한 역할을 하는 대표적 목관악기이다.

## 유래
태평소는 여러 이름으로 불리는데 호적, 날라리 외에 쇄납 또는 새납이라고도 했고 옛 시에서는 금구각이나 소이나로 표기되기도 했다. 새납의 원형은 서아시아의 전통악기인 주르나(zurna) 또는 수르나이(surnay)로 알려져 있다. 이 악기가 중국에 전해져 수오나(瑣吶, suona)로 표기되었고 우리나라에서는 한자를 우리식으로 읽어 쇄납이 되었다.

## 구조
장새납의 길이는 태평소보다 거의 2배 정도 늘어난 약 50cm 정도이며 또한 태평소보다 약간 좁은 금속제 나팔을 가지고 있다. 일반적 구조는 리드, 조롱목, 관대 그리고 나팔 등으로 나누어지는데, 새납과 같이 아래에 금속제 나팔이 있고 위에 갈대로 만든 조롱목(취구)이 있으며 거기에 배음 장치를 한 작은 소리 구멍이 있다. 관 부분에는 전음과 반음을 낼수 있는 소리 구멍과 누르개 장치들이 붙어있다. 새납보다 관대가 길고 음공이 더 설치되었으며 누르개 장치가 도입되고 12평균률 반음계체계로 조율하도록 만들어졌다. 악기재료로는 박달나무, 자단을 쓴다. 새납에서는 불가능했던 섬세한 음량 조절기능을 보완했으며 여러 빠르기의 기교연주가 가능하다. 장새납으로는 민요적인 굴림기교들과 끊기, 농음, 끌소리 등의 연주를 잘할 수 있다.

## 특징
장새납은 독특한 음색을 가지고 있고 음량과 표현력이 풍부하므로 독주악기로 널리 쓰이고 있으며 기존 5음계에서 12음계로 개량 확대해 관현악과 중주에도 널리 이용되고있다. 일반적으로 전통 국악기는 도레미솔라 5개 음만 내기 때문에 서양 악기와 협연하면 잘 어울리지 않지만 장새납을 비롯한 북한 민속악기는 이러한 개량작업에 의해 다른 악기들과의 협주가 잘되는 특징이 있다는 것이다.

## 연주에서의 장새납
2000년 8월 22일 서울 여의도 KBS홀에서는 해방 이후 첫 조선국립교향악단의 공연이 있었는데 관현악 '청산벌에 풍년이 왔네'에서의 장새납 독주 부분은 잘 알려져 있다. 2011년 은하수관현악단의 설명절 음악회에서는 관현악 '양산도'를 연주하였는데 여기에서도 장새납의 독주를 들을 수 있다. 최근에는 대한민국에서도 새롭지만 낯설지않은 악기 장새납의 연주를 만날 수 있다. 2017년 5월 젊은 장새납 연주자 이영훈은 국립국악관현악단과 함께 최명철 정춘일 작곡 장새납 협주곡 '룡강기나리'를 협연하기도 하였다.

## 같이 보기
- 조선민주주의인민공화국의 개량악기